# Hans T. Christiansen
Hans Christiansen, född 1950, är en svensk fotograf och skribent.
Hans Christiansen har specialiserat sig på naturfotografi, med bland annat fem böcker om Färöarna, men kanske framförallt som bil- och matfotograf, med böckerna Resmål och Svenska Resmål, som han producerat tillsammans med Rikard Nilsson och Kjell Bergqvist. 
Sedan 1985 har han arbetat som bilfotograf. Hans Christiansen var mellan 1985 och 2001 chefredaktör för biltidningen Bil&Mc och Bil&Co.
2010 skrev och delvis fotograferade han boken "Bilar". 2012 skrev och fotograferade Christiansen boken "Möten med män", där han intervjuar ett tjugotal män om deras liv och karriärer. 2015 kom Christiansens "Kjelle Berka från Högdalen" ut, en biografi om Kjell Bergqvist, utgiven av Norstedt förlag.
2023 kom hans första spänningsroman ut på Vibery förlag. Inblandad är titeln och handlar om mord på en statsminister. Samtidigt fotograferar Hans veteranbilar åt tidningen Classic Motor.